# Genotypisierung
Die Genotypisierung bezeichnet Methoden zur Bestimmung von Unterschieden in der genetischen Zusammensetzung (Genotyp) eines Lebewesens durch Untersuchung seiner genetischen Information.

## Eigenschaften
Unter Verwendung biologischer Assays wird die Sequenz mit einer anderen individuellen Sequenz oder einer Referenzsequenz verglichen. Die Genotypisierung zeigt z. B. die Allele, die ein Individuum von seinen Eltern geerbt hat. Bei der Genotypisierung transgener oder mittels Genome Editing veränderter Organismen kann es genügen, eine einzige genomische Region zu untersuchen, um den Genotyp zu bestimmen. Ein einziger PCR-Test reicht in der Regel aus, um etwa eine transgene Maus zu genotypisieren.
Zur Unterscheidung von DNA-Sequenzen zweier Individuen einer Art werden Bereiche untersucht, die innerhalb einer Population stärker voneinander abweichen, wie SNP, Mikrosatelliten, Minisatelliten und copy number variants.

## Methoden
Genotypisierungen können mit verschiedenen Verfahren durchgeführt werden. Dabei wird häufig ein Genetischer Fingerabdruck erzeugt. Zu den verwendeten Verfahren gehören die Polymerase-Kettenreaktion (teilweise mit allelspezifischen Oligonukleotiden und als qPCR), RFLP (inkl. Ribotyping, ARDRA), PFGE, RAPD, DGGE und TGGE. Damit werden keine DNA-Sequenzen bestimmt, sondern nur zwei Genome unterschieden. Die verschiedenen Methoden werden zunehmend durch die DNA-Sequenzierung ersetzt.

## Durchführung
Das Material für einen genetischen Fingerabdruck kann zum Beispiel aus Speichel, Abstrichen der Mundschleimhaut oder Blut gewonnen werden. Die Kosten bei amerikanischen Anbietern liegen meist bei unter 100 EURO (Stand 2023). Das verbreitetste Datenformat ist Variant Call Format, in dem man bei verschiedenen Anbietern die Daten nach Durchführung des Tests herunterladen kann. Diese Dateien listen pro Zeile meist einen Einzelnukleotid-Polymorphismus und dann die gefundene Variante auf.

## Medizinische Bedeutung
Die Disposition zu oder Resistenz gegen manche Krankheiten und die Wirksamkeit von Medikamenten wird seit einigen Jahren untersucht und ist Gegenstand aktueller Forschung. Trotz vieler wissenschaftlicher Erkenntnisse haben diese bisher kaum Einzug in die klinische Praxis gefunden. Dies hängt unter anderem an strikten gesetzlichen Regelungen, die das erschweren.